# Флорентий Оранжский

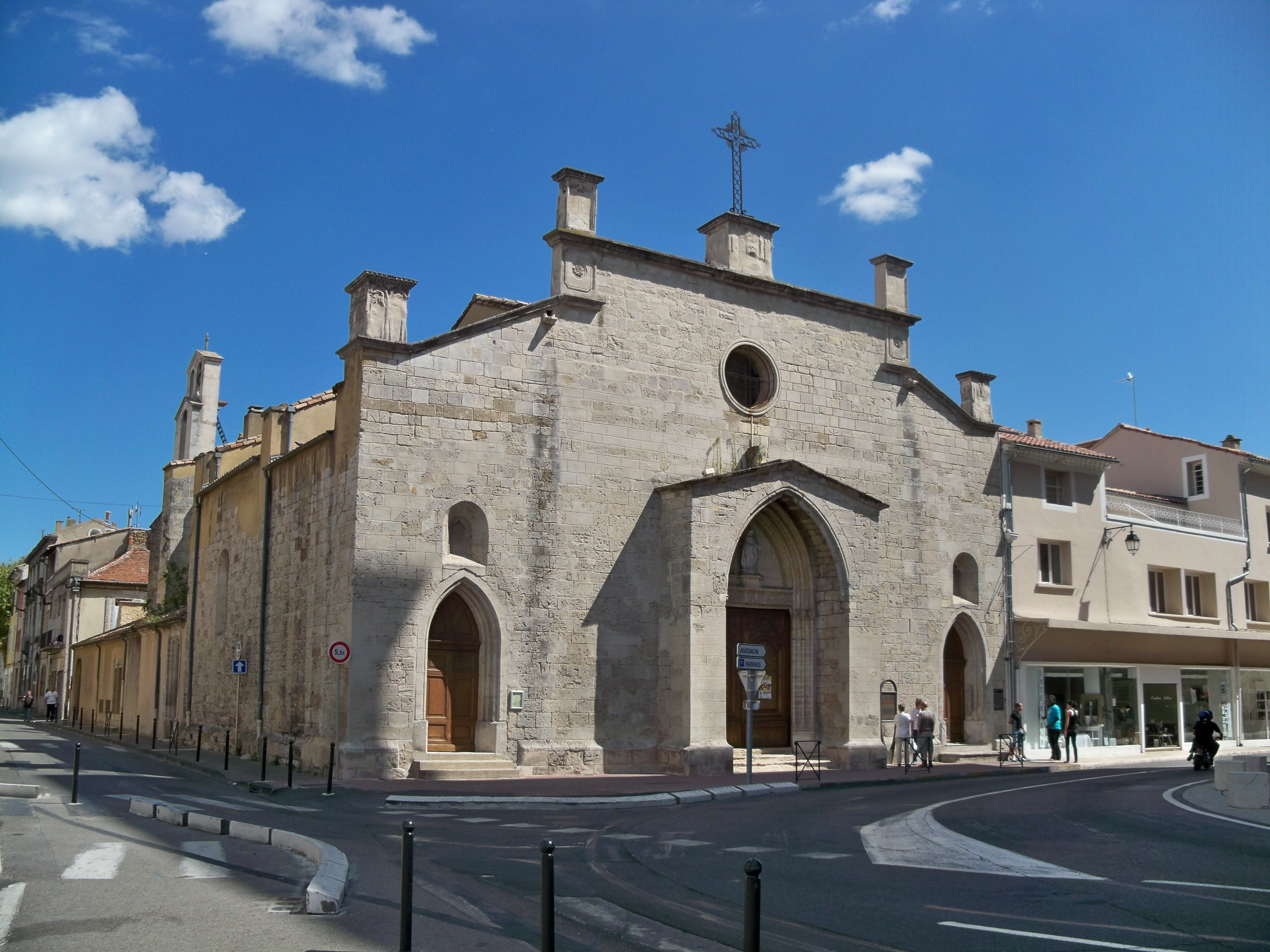
Храм Святого Флорентия в Оранже

Флорентий (Флоренций; умер в 526 году) — епископ Оранжский, святой (день памяти — 17 октября).
Святой Флорентий, епископ Оранжский, известен своим покровительством монашеской учёности и личной святостью. Он защищал свою кафедру от еретических нападок тех времён.
В 509 году вместе с остальными жителями Оранжа святой Флорентий был депортирован остготами в городок Фьоренцуола-д’Арда. Благодаря заступничеству святого Цезария Арльского перед Теодорихом Великим Флорентий вернулся восвояси.
Мощи святого Флорентия распределены между храмом в Оранже, носящим его имя, собором Нотр-Дам де Дом в Авиньоне, собором города Ле-Пюи-ан-Веле, церквями во Фьоренцуола и Лоссонне.